# 29431 Shijimi
29431 Shijimi (1997 GA26) là một tiểu hành tinh vành đai chính được phát hiện ngày 12 tháng 4 năm 1997 bởi H. Abe ở Yatsuka.